# دوغلاس برستون
دوغلاس برستون (بالإنجليزية: Douglas Preston)‏ (20 مايو 1956، كامبريدج في الولايات المتحدة)؛ كاتب سيناريو، كاتب، صحفي وروائي أمريكي.

## روابط خارجية
- دوغلاس برستون على موقع IMDb (الإنجليزية)
- دوغلاس برستون على موقع ميوزك برينز (الإنجليزية)
- دوغلاس برستون على موقع قاعدة بيانات الفيلم (الإنجليزية)